# Terra Nostra (roman)
 (mai 2012).
Si vous disposez d'ouvrages ou d'articles de référence ou si vous connaissez des sites web de qualité traitant du thème abordé ici, merci de compléter l'article en donnant les références utiles à sa vérifiabilité et en les liant à la section « Notes et références ».
Pour les articles homonymes, voir Terra Nostra.
Terra Nostra est un roman de Carlos Fuentes publié en 1975. Il a valu à Carlos Fuentes de recevoir le prix Rómulo Gallegos en 1977.
Terra Nostra est un roman à la croisée de l'histoire, de la mythologie, de la philosophie et du fantastique. Il explore les racines de la « découverte » du Nouveau Monde par un empire espagnol sur le déclin.
Le roman commence et se termine à Paris, à la veille de l'an 2000, alors que le monde fait face à un problème de surpopulation auquel une solution radicale est opposée. Mais la quasi-totalité du roman peut être située à l'articulation entre le Moyen Âge et la Renaissance, période durant laquelle l'Espagne se découvre de nouveaux territoires au-delà de l'Océan, période où l'Espagne à la triple identité (catholique, juive, musulmane) se désagrège.
Le personnage central du roman est le « seigneur » castillan Philippe, forme royale inspirée de Charles Quint, de Philippe II et de Charles II : ayant réussi à gagner le respect de son père en lui livrant les rebelles, il plonge peu à peu dans un doute immense quant à son pouvoir, ses croyances, sa vie et la place de sa dynastie jusqu'à souhaiter être le point final de celle-ci.
Il consacre les dernières années de sa vie à la construction d'un mausolée pour l'ensemble de ses ancêtres, mausolée duquel il ne souhaite plus sortir. Cette construction rappelle celle de l'Escurial, complexe monumental situé à côté de la montagne Abantos dans la sierra de Guadarrama, commandé par Philippe II.
Une multitude de personnages gravitent autour du Seigneur, dont :
- sa mère, inspirée de Jeanne la Folle, sans bras ni jambes, et ne pouvant quitter le cadavre de son mari ;
- sa femme Isabel intouchée par son mari ;
- trois frères marqués d'une croix de chair rouge entre les omoplates et de 6 orteils à chaque pieds, et dont l'apparition était annoncée quinze siècle plus tôt par le conseiller de Tibère ;
- un moine, un étudiant, un paysan, une jeune fille que le Seigneur a accompagné puis trahit dans leurs rêves...

Un thème central du roman est le rapport de l'ancien monde au nouveau monde et la façon dont l'Espagne éternelle a abordé la nouvelle Espagne.

## Éditions
- Terra Nostra, Paris, Gallimard, 1979,  (ISBN 978-2070287437), traduction de Céline Zins.